# Джонс, Джеймс Рамон
Джеймс Рамон Джонс (англ. James Ramon Jones; 6 ноября 1921, Робинсон, Иллинойс, — 9 мая 1977, Нью-Йорк) — американский писатель, известный своими романами о Второй мировой войне.

## Биография
Джеймс Джонс родился и вырос в городе Робинсон, штат Иллинойс, в семье Рамона и Ады Джонс. В 1939—1944 годах служил в составе 25-й пехотной дивизии, стал свидетелем атаки Пёрл-Харбора и участвовал в битве за Гуадалканал.
Дебютом писателя стал роман «Отныне и вовек» (1951), за который Джонс получил в 1952 году Национальную книжную премию (в СССР роман издавался под названием «Отсюда и в вечность»). В 1998 году данное произведение вошло в рейтинг 100 лучших романов XX века по версии издательства Modern Library.
Большинство произведений Джонса основаны на личных впечатлениях. Так, события, произошедшие во время службы писателя на Гавайях, отражены в «Отныне и вовек», битва за Гуадалканал послужила основой романа «Тонкая красная линия», а пребывание Джонса в госпитале Мемфиса описано в романе «Только позови».
Джонс был женат на Глории Мосолино (1928—2006). Дочь писателя Кайли (род. 1960) — американская писательница, известная своим автобиографическим романом «Дочь солдата никогда не плачет» (1990), рассказывающем о жизни семьи Джонсов в Париже в 60-х годах. Данное произведение было экранизировано в 1998 году режиссёром Джеймсом Айвори.

## Экранизации
- 1953 — «Отныне и во веки веков» (реж. Фред Циннеман)
- 1958 — «И подбежали они» (реж. Винсент Минелли)
- 1964 — «Тонкая красная линия» (реж. Эндрю Мартон)
- 1980 — «Отныне и во веки веков» (американский телесериал)
- 1998 — «Тонкая красная линия» (реж. Терренс Малик)